# Omar Abboud
Omar Abboud (geboren 1966) ist ein argentinischer Imam und Verleger und wird als wichtige Persönlichkeit des Islams in Argentinien wahrgenommen. Seine nach Südamerika eingewanderten Vorfahren sind syrisch-libanesischer Herkunft. Er war Direktor des von Rabbiner Daniel Goldam, Pater Guillermo Marcó (dem früheren Sprecher des Erzbistums Buenos Aires) und Jorge Mario Bergoglio (dem späteren Papst Franziskus) im Jahr 2001 gemeinsam gegründeten Instituto del Diálogo Interreligioso („Institut für interreligiösen Dialog“) in Buenos Aires. Er war Generalsekretär des Islamischen Zentrums von Argentinien. Er arbeitete auch in den Slums von Buenos Aires.
Zusammen mit dem ebenfalls eng mit Bergoglio befreundeten Rabbiner Abraham Skorka begleitete Omar Abboud Papst Franziskus 2014 auf dessen Reise ins Heilige Land, bei der erstmalig ein muslimisches und ein jüdisches Mitglied zur päpstlichen Delegation gehörten. Omar Abboud gehörte zur muslimischen Delegation beim 3. Seminar des Katholisch-Muslimischen Forums. Er war einer der Unterzeichner des Offenen Briefes an al-Baghdadi und ISIS.
Omar Abboud ist ein Enkel von Ahmed Hasan Abboud, der aus Beirut nach Argentinien auswanderte und die erste komplette Koranübersetzung vom Arabischen ins Spanische verfasste.